# Matthew Meselson
Matthew Stanley Meselson (Denver, 24 de maio de 1930) é um geneticista e biologista molecular americano.
Sua pesquisas foram importantes em demonstrar como o DNA se replica, e como se repara nas células. Nos anos recentes tem sido ativista e consultor em armas químicas e biológicas. Foi casado com a antropóloga, médica e escritora sobre armas biológicas Jeanne Guillemin.
Recebeu o Prêmio Albert Lasker de investigação em Clínica Médica em 2004.